# András Pándy
Pour les articles homonymes, voir Pandy.
András Pándy, né le 1er juin 1927 à Tchop en Tchécoslovaquie, mort le 23 décembre 2013 à la prison de Bruges,, est un pasteur réformé d’origine hongroise, reconnu coupable de l’assassinat de six membres de sa famille, dont cinq commis avec sa fille.
Le cas, appelé L’affaire Pándy, fit grand bruit en Belgique et aux alentours.

## Biographie

### Premières années
Né en Tchécoslovaquie à Tchop (région de Ruthénie subcarpathique, maintenant Ukraine), près de la frontière hongroise, András Pándy, faisant partie de la minorité hongroise de Tchécoslovaquie, se marie en Hongrie le 17 septembre 1956 avec Ilona Sőrés.

### Exil en Belgique

#### Premier ménage
En décembre 1957, fuyant l’insurrection de Budapest, le couple quitte la Hongrie pour Bâle en Suisse, où András étudie la théologie.
Le 28 janvier 1958 à Ixelles, ils donnent naissance à une fille prénommée Agnès, souffrant d’un bec de lièvre,.
En 1959, le couple et leur fille viennent s’installer en Belgique, où Pándy exerce dans la région bruxelloise une fonction de pasteur dans l’Église protestante unie de Belgique.
Le 14 avril 1961, le couple donne naissance à Daniel, et le 19 mai 1966 à Zoltán.
Il soumet son ménage à une discipline de fer : tous doivent lui obéir, ne peuvent avoir d’amis, ne peuvent voir ou lire que ce que lui voulait et sont astreints à des corvées continuelles telles repeindre tous les meubles du domicile.
Le 20 novembre 1967, le couple divorce après onze ans de mariage. En 1969, András Pandy commence à violer sa fille Agnès ; il fait passer ses actes comme une initiation paternelle à la sexualité.
Parallèlement à cela, il collecte des fonds auprès de ses fidèles, fonds qu’il utilise pour acheter trois maisons, dont deux seront au nom de la YDNAP, « pour le rayonnement de l’art et des sciences ». À la suite de conflits avec ses fidèles, il est démis de ses fonctions de pasteur ; il se reconvertit alors comme professeur d’enseignement religieux.

#### Remariage avec Edit Fintor
Le 7 mars 1979, Pándy épouse en secondes noces Edit Fintor déjà mère de trois filles, Timea Konczol (1964), Aniko Agh (1971) et Zsuzsanna Agh (1972) qu’Andras Pándy adopte et fait renommer des prénoms de Timea, Tünde et Andrea.
En 1980 et 1981, le couple Pándy donne naissance à deux enfants, Andras Aron et Marianna Reka.
Le 23 novembre 1984, un garçon naît des relations qu’entretient András Pándy avec sa belle-fille Timea alors que, pendant la grossesse de sa fille, Edit Fintor a simulé une grossesse, gardant un coussin sous ses vêtements ; l’enfant est prénommé Mark. Cette naissance illégitime serait l’un des principaux éléments déclencheurs de la série d’assassinats.

## Série de crimes

### Tentative de meurtre
Le 23 juin 1985, dans le sous-sol de la résidence des Pándy, Agnès tente de tuer Timea, qui porte alors plainte pour tentative de meurtre, avant de se rétracter quelques jours plus tard. Elle part alors, avec Mark et son petit ami, au Canada. Craignant alors des révélations, András fait dresser un certificat médical déclarant que Timea était tombée enceinte de lui en se frottant sur une serviette sur laquelle son sperme était présent, et l’adresse à Edit. En effet, Timea avait annoncé son intention de garder Mark et de ne pas le laisser sous le joug de leur père, et elle révèle à sa mère la vérité sur les viols. András dit alors à Agnès que Timea va détruire la famille et qu’elle doit l’aider.
En janvier 1986, Timea fuit au Canada avec son fils Mark, âgé de quatorze mois. À la suite du départ de Timea, András et Agnès se rendent au Canada afin de la retrouver. Ils fouillent et arpentent les lieux durant plusieurs mois mais, n’arrivant pas à localiser Timea et Mark, András et Agnès décident de retourner en Belgique. N’ayant pas réussi à retrouver Timea, András Pándy décide alors de tuer tout « Témoin gênant » afin qu’aucun membre de la famille Pándy ne puisse dénoncer l’inceste.

### Premier assassinat
Le 31 juillet 1986, Edit et Andrea, ayant continué à prendre le parti de Timea, disparaissent mystérieusement. Ce jour-là, toutes deux sont assassinées dans le sous-sol de la famille Pándy par András et Agnès, armés de marteaux. À l’aide de leurs armes, András s’occupe d’Andrea tandis que Agnès s’occupe d’Edit. Les cadavres d’Edit et d’Andrea sont ensuite dépecés puis déversés dans les égouts ; les parties permettant l’identification sont dissoutes dans de l’acide (Cleanest) tandis que le reste est abandonné devant des abattoirs avec les parties impropres à la consommation et qui devaient passer à l’équarrissage. András fera croire à sa belle-famille ainsi qu’à son collège Den Broecke mandaté par elle qu’Edit était gravement malade.
En août 1986, András Pándy se rend avec Tünde, sa belle-fille déguisée en Andrea, en Allemagne d’où il envoie une carte postale et un télégramme signés Edit Fintor afin de camoufler le double assassinat de son épouse et de sa belle-fille âgée de 14 ans.
Le 8 octobre 1986, András se rend au commissariat afin d’annoncer la double disparition d’Edit et d’Andrea. Il déclare à la police que tous deux ont volontairement disparu le 31 juillet 1986, afin de fuir en Allemagne. À la suite de ses déclarations à la police, András entame une procédure de divorce à l’encontre de sa femme Edit (qu’il a assassinée moins de trois mois plus tôt).

### Assassinats en série
Le 20 mars 1988, András et Agnès appâtent Ilona Sörés – ex-épouse d’András et mère d’Agnès – et Daniel Pándy – fils d’András et frère d’Agnès – afin de les entraîner au sous-sol de l’habitation et de les tuer à leur tour. Armés cette fois d’un .22 Long Rifle, András abat Daniel tandis qu’Agnès abat sa mère Ilona ; ces derniers meurent instantanément. À la suite du double assassinat, András et Agnès découpent les corps sans vie de leurs victimes avant de les évacuer.
Le 4 avril 1988, András et Agnès se rendent de nouveau à leur sous-sol afin d’assassiner Zoltán Pándy, 22 ans, qui était absent lors de l’assassinat de sa mère et de son frère ; ce dernier s’inquiétant de leur absence, il est alors la prochaine victime en vue des Pándy. Une fois qu’ils sont arrivés sur les lieux, András abat Zoltán à l’aide de son .22 Long Rifle tandis qu’Agnès assiste comme spectatrice à l’assassinat de son jeune frère. À la suite de ce nouvel assassinat, András et Agnès découpent le corps de Zoltán avant de s’en débarrasser.
Au printemps 1988, András et Agnès se débarrassent des affaires d’Ilona, de Daniel et de Zoltan afin de maquiller leurs assassinats en déménagement de la famille. Une carte, au nom de Daniel et Ilona, est envoyée de Maubeuge à la sœur d’András Pándy. Une autre personne est contactée en Hongrie afin jouer le rôle de Daniel Pándy.
En juin 1989, András Pándy, cette fois-ci seul, entraîne sa belle-fille Tünde afin de la tuer à son tour dans le sous-sol, car cette dernière souhaite partir avec son petit ami. Tünde est assassinée par András et ce dernier se débarrasse de son corps. Le crime se produit en l’absence d’Agnès, qui se trouve à la mer du Nord lors de l’assassinat.
Le 1er décembre 1989, un second dossier est ouvert dans le cas de Daniel Pándy, disparu depuis vingt mois ; une banque attend le paiement de la location d’un coffre-fort au nom de Daniel Pándy, que personne ne parvient à localiser. La banque ouvre une enquête au sujet de son compte. Lors de cette enquête, le coffre bancaire de Daniel sera ouvert, et on y trouvera deux passeports et un reçu pour l’achat d’un riot gun, ainsi que des munitions. Mais, n’ayant aucune trace de crime, l’affaire est elle aussi classée.

### Après les crimes
Après les assassinats, András ne renonce pas à tenter de récupérer Mark mais, Timea s’étant par la suite réfugiée en Hongrie, il ne parviendra jamais à la retrouver ; ni elle, ni son fils.
Pendant ce temps, Agnès s’éloigne de son père et commence à vivre sa vie, reprenant des cours de harpe, s’intéressant à l’occulte et s’engageant dans l’association « Mensen zonder grenzen » (Gens sans frontières).
Parallèlement à cela, András entame divers voyages dans sa Hongrie natale, achetant une maison et rencontrant des femmes, dont il emmène certaines en Belgique.

## L’affaire criminelle

### Enquête
L’affaire commence le 22 janvier 1992, lorsqu’Agnès se rend au commissariat central de Bruxelles et porte plainte contre son père pour viol. Elle signale également la disparition des deux épouses successives et de quatre des enfants Pándy, András ayant camouflé les meurtres en se faisant envoyer des cartes postales de l’étranger pour faire croire que ses victimes étaient en vie, ou engageant lors d’un voyage en Hongrie des acteurs qu’il faisait passer pour ses enfants. Elle manifeste également ses peurs pour Reka, qui pourrait être la prochaine à être violée et qui sera placée en foyer. Des enquêtes sont menées en Hongrie mais rien ne remonte.
Les enquêteurs parviennent à établir que, entre 1985/1986 et 1989, Pándy était domicilié à Molenbeek-Saint-Jean dans le vieux quartier appelé le « Coin du diable » alors que sa belle-fille et fille adoptive Timea a fui au Canada avec Mark, âgé de deux ans.
Les policiers enquêtent mais András Pándy fait passer sa fille pour folle, si bien que leur dossier est vide. La plainte est classée sans suite en avril 1993.
En août 1996, lorsque éclate l’affaire Dutroux, la commission parlementaire belge demande de rouvrir toutes les affaires de disparition classées sans suite. La police décide alors de reprendre l’enquête à zéro et d’exhumer les incohérences entre les déclarations d’Agnès à l’égard de son père et les affirmations d’András Pándy vis-à-vis de sa fille aînée. L’enquête dure alors un an afin de récolter des preuves des assassinats supposés.
Le 9 septembre 1997, une instruction à charge d’András Pándy, du chef d’assassinats, est ouverte. De premières perquisitions ont alors lieu dans les trois immeubles du pasteur. Lors de la perquisition à son domicile de la rue Vandermaelen, 54 à Molenbeek-Saint-Jean, les policiers trouvent une urne pleine de cendres et du sang dans la cave. Creusant la dalle de béton, ils mettent au jour des ossements humains, en octobre 1997.

### Arrestation des Pándy et procédure sur d’autres victimes potentielles
Le 17 octobre 1997, András Pándy est arrêté et placé en garde à vue en raison des soupçons des enquêteurs ainsi que des accusations portées par sa fille Agnès sur les six disparitions des membres de sa famille perpétrées depuis 11 ans. Pándy est alors âgé de 70 ans. Lors de ses 48 heures de garde à vue, Pándy conteste toutes accusations portées à son égard. Malgré les dénégations du gardé à vue, le juge inculpe Pándy pour l’assassinat de ses deux épouses (Edit et Ilona) ainsi que de ses quatre enfants (Andrea, Daniel, Zoltán et Tünde) et le place en détention provisoire.
Le 20 novembre 1997, Agnès Pándy est arrêtée à son tour puis également placée en garde à vue. Lors de son interrogatoire, cette dernière avoue avoir participé aux cinq premiers assassinats et aux démembrements des corps des victimes, pensant qu’elles allaient les dénoncer. Elle avoue également avoir participé à la tentative de meurtre de sa sœur Timea, perpétré 12 ans plus tôt, en complicité d’András Pándy. À la suite de ses déclarations, Agnès Pándy est inculpée des assassinats d’Edit, Andrea, Ilona, Daniel et Zoltán puis placée en détention provisoire.
En janvier 1998, les ossements retrouvés à Bruxelles dans une cave d’András Pándy reçoivent le résultat de l’analyse ADN ; ils n’appartiennent à aucun des membres la famille Pándy. Des expertises plus approfondies sont alors menées afin de savoir si les restes humains correspondent à des connaissances de Pándy et de voir combien de victimes lui seraient imputables, en s’ajoutant aux six dont il est déjà inculpé.
En avril 1998, les dents découvertes à Bruxelles dans la cave d’András Pándy s’avèrent appartenir à huit personnes (sept femmes et un homme) ; ce qui pourrait établir un nombre de 14 victimes à l’encontre d’András Pándy. Une nouvelle enquête à charge est alors menée contre Pándy, mais ce dernier sera par la suite relaxé car aucune identification ne pourra être établie pour la moindre victime retrouvée dans la cave de Pándy.
Le 20 avril 2001, après trois ans et demi d’instruction, András Pándy, âgé de 74 ans, ainsi que sa fille Agnès Pándy, âgée de 43 ans, sont renvoyés devant la Cour d’assises de Bruxelles pour des chefs d’assassinats et d’une tentative de meurtre (pour András et Agnès) ainsi que pour des chefs de viol et inceste (seulement pour András Pándy),.

### Procès, condamnation et suites
À l’issue d’un procès qui s’ouvre le 18 février 2002, la justice belge reconnaît le pasteur comme l’auteur des six assassinats. On lui impute en outre une tentative d’assassinat (sur la personne de Timea), et le viol de sa fille aînée et de deux de ses belles-filles.
Agnès avoue et reconnaît tout, tandis qu’András prétend que ses accusateurs sont devenus fous, membres de sectes ou agents du KGB, et que ses victimes vont revenir et qu’il communique avec elles.
András Pándy est condamné le 6 mars 2002, à la réclusion criminelle à perpétuité.
Agnès Pándy, sa fille aînée, est quant à elle reconnue coupable de complicité de cinq assassinats et d’une tentative d’assassinat. Elle est condamnée à une peine de 21 ans de réclusion criminelle. Après 13 années d’emprisonnement, pendant lesquelles elle a eu un cancer du sein, Agnès est finalement libérée le 14 juin 2010. Elle est recueillie dans un couvent de la région de Bruges en Belgique.
András Pándy reste cependant emprisonné à la prison de Bruges et y meurt dans la nuit du 22 au 23 décembre 2013, à l’âge de 86 ans.

## Points obscurs
Aucun des corps des victimes n’a pu être retrouvé ; selon la police, ils auraient, après avoir été découpés en morceaux à la scie métallique, été dissous dans de l’acide ou déposés dans des sacs plastiques près des abattoirs à viande d’Anderlecht.
En revanche, les ossements humains découverts dans la cave du pasteur appartiennent, selon les tests ADN qui ont été effectués, à plus d’une dizaine de jeunes femmes mais à aucune des victimes reconnues.
On a également découvert chez Pándy des caches, dont certaines renfermaient des armes à feu.

## Documentaires télévisés
- Devoir d’enquête, deuxième reportage : Pasteur diabolique (Pandy), diffusé le 19 juin 2013 sur la Une (RTBF).